# Caperonia serrata
Caperonia serrata är en törelväxtart som först beskrevs av Porphir Kiril Nicolai Stepanowitsch Turczaninow, och fick sitt nu gällande namn av Karel Presl. Caperonia serrata ingår i släktet Caperonia och familjen törelväxter. Inga underarter finns listade i Catalogue of Life.